# Isangi
Isangi is een stad in de Democratische Republiek Congo in Centraal-Afrika. De plaats ligt in de provincie Tshopo. 
Isangi ligt op de plaats waar de Lomami mondt in de Kongo, stroomafwaarts van de provinciehoofdstad Kisangani, een van de grootste steden van het land. Kisangani ligt 130 km meer oostelijk.
Langs de Kongo ligt ook een weg, maar deze is zeker in het regenseizoen volledig onberijdbaar.
Henry Morton Stanley was de eerste Europeaan die Isangi bereikte. Hij schatte bij deze passage in december 1883 het aantal inwoners op 8.000. De stad was - voor Arabieren - en bleef - voor alle kolonialen - een centrum voor de handel in ivoor en de slavenhandel.
In Isangi is sinds 1962 de bisschopszetel van het gelijknamige bisdom gevestigd, suffragaan aan het Aartsbisdom Kisangani.